# Castell de Castells
Castell de Castells – gmina w Hiszpanii, w prowincji Alicante, we wspólnocie autonomicznej Walencja, o powierzchni 45,92 km². W 2011 roku liczyła 478 mieszkańców.